# Elecciones generales de Santa Lucía de 1964
Elecciones generales tuverion lugar en Santa Lucía el 25 de junio de 1964. El resultado fue una victoria para el Partido Unido de los Trabajadores de Santa Lucía, el cual obtuvo seis de diez escaños. La participación electoral fue de 51,9%.

## Resultados
| Partido                                          | Votos  | %    | Escaños | +/–   |
| ------------------------------------------------ | ------ | ---- | ------- | ----- |
| Partido Unido de los Trabajadores de Santa Lucía | 9 615  | 51,5 | 6       | Nuevo |
| Partido Progresivo Popular                       | 5 617  | 30,1 | 2       | –7    |
| Otros partidos                                   | 3 436  | 18,4 | 2       | +1    |
| Votos en blanco/nulos                            | 933    | –    | –       | –     |
| Total                                            | 19 601 | 100  | 10      | 0     |
| Electores registrados/participación              | 37 748 | 51,9 | –       | –     |
| Fuente: Nohlen                                   |        |      |         |       |